# Taxi Chaos
Taxi Chaos ist ein actionlastiges Rennspiel, das 2021 von der Firma Team6 Game Studios entwickelt und von Lion Castle veröffentlicht wurde. Das Spiel weist Ähnlichkeiten mit Crazy Taxi auf.

## Spielprinzip
Taxi Chaos spielt im fiktiven New Yellow City nach dem Vorbild von New York City. Das Spiel enthält die zwei Charaktere Vinny und Cleo. Außerdem kann man im Spiel mehrere Taxis freischalten. Das Ziel des Spielers ist es, Kunden abzuholen und sie so schnell wie möglich an ihr Ziel zu bringen. Die Kunden bewerten die Leistung des Spielers anhand einer Fünf-Sterne-Skala. Das Fahrzeug des Spielers kann Dächer erreichen und über Rampen von einem Gebäude zum anderen springen.
Das Spiel besitzt die drei Modi Arcade, Pro und Freeroam. Arcade ist der Standardspielmodus, in dem der Spieler ein Zeitlimit hat, um so viele Kunden wie möglich zu beliefern. Dieser Modus enthält einen Pfeil, der den Spieler führt und auf das Ziel jedes Kunden zeigt. Der Pro-Modus entfernt den Pfeil, sodass der Spieler mit der großen Spielkarte vertraut sein muss. Freeroam hat kein Zeitlimit und ermöglicht es dem Spieler, die Stadt zu erkunden. Es enthält auch einige Kunden, die den Spieler auffordern, ihre verstreuten Gegenstände zu finden, was zur Erkundung auffordert.

## Entwicklung und Veröffentlichung
Taxi Chaos wurde von Team6 Game Studios entwickelt. Das Spiel kam am 23. Februar 2021 für PlayStation 4, Nintendo Switch und Xbox One raus. Die PC-Version erschien am 19. Oktober 2021.

## Rezeption
Das Spiel erhielt überwiegend negative Kritiken. Laut Metacritic erhielt die PS4-Version 44 von 100 Punkten, die Xbox-Version bekam 59/100 Punkten. Metacritic listete das Spiel als das viertschlechteste Spiel des Jahres 2021 auf. Kritiker verglichen das Spiel mit Crazy Taxi und betrachteten es als „spirituellen Nachfolger“ oder Klon. Jeremy Peeples von Hardcore Gaming nannte das Spiel fehlerhaft. CJ Andriessen von Destructoid schrieb: „Wie viele ‚spirituelle Nachfolger‘ kommt es bei weitem nicht an seinen Vorgänger heran“. Andere hielten es für eine „schamlose“ Abzocke. Einige Kritiker fanden die Landschaft des Spiels leer und leblos, obwohl Team6 plante, dies in einem zukünftigen Patch anzugehen, der die Anzahl der Fahrzeuge und Fußgänger erhöhen würde. Ollie Reynolds von Nintendo Life kritisierte das „fehlerhafte Gameplay“ und die mangelnde Lebensdauer.